# Rapel (Chile)
Rapel (del mapudungún: Ragka Pele ‘agua de greda negra’‘’) es una aldea chilena ubicada en la comuna de Navidad, Región de O'Higgins. Dio nombre al río que pasa por su sector oriente. Posee accesos pavimentados, recinto policial, comercio, hotelería, expendio de combustibles, escuelas, servicios básicos y suntuarios.

## Descripción
Se ubica aproximadamente a una hora de Melipilla y se sitúa en el límite de las regiones de Valparaíso y de O'Higgins. A través de esta localidad se puede llegar a las localidades de La Estrella, Litueche, Cruce La Rosa, y Pichilemu y es la única alternativa vial con carretera asfaltada para acceder a las localidades de Licancheu, Pupuya y Navidad así como a los balnearios de La Boca  y Matanzas.
En verano es asiduamente visitada y utilizada como balneario. Sus principales actividades económicas son la agricultura, comercio y servicios. Posee buen clima y hermosos paisajes. El municipio se ha preocupado de habilitar miradores y está cerca de la central hidroeléctrica Rapel, gran obra de ingeniería que abastece al sistema centralizado de aprovisionamiento eléctrico.

## Historia
En el siglo XVIII formaba parte del "el camino costino o de la sal"', que partía desde Lo Gallardo pasando por Casablanca, Llolleo y Santo Domingo. Al Puente Lo Gallardo ingresaba por Navidad y Rapel, hasta llegar a la laguna de Cáhuil, Boyeruca y Bucalemu. De las salinas de esta zona llevaban la sal a la capital y de ahí su nombre. Seguía la Ruta del Camino del Inca Costero o de los Polleros. En la comuna nació el bisabuelo de la Presidenta de la República Michelle Bachelet y el primer ingeniero agrónomo de Chile, Máximo Jeria.
En los límites territoriales de lo que hoy es la comuna de Navidad o en sus cercanías han ocurrido algunos acontecimientos que están registrados en la historia, como también algunas personas que han hecho historia.
Matanzas fue invadido por los Piratas, quienes vencieron a la flota española anclada en el puerto expulsándola. Quedan vestigios de ello en los esqueletos de los barcos hundidos frente a la localidad de Lagunillas a escasos metros de la playa.
Después de la batalla de Maipú, ocurrida el 5 de abril de 1818, parte del ejército realista, derrotado, y al mando de Mariano Osorio, huye hacia Talcahuano, pasando por Navidad.
Durante la guerra civil de Chile (1829-1830), tropas leales a Ramón Freire y al mando de José Rondizzoni, provenientes de Coquimbo, desembarcaron en Matanzas, desplazándose hasta Talca por el camino Real que comunicaba Matanzas con San Fernando. En abril de 1830, se enfrentaron con las tropas de Joaquín Prieto en la Batalla de Lircay.
En la localidad vecina de Topocalma, se registran dos hechos de relevancia que causaron gran conmoción en el siglo XIX:
1. En este lugar se fraguó el escándalo de la fragata inglesa Scorpio, en que las autoridades de la época, entre ellas el último Gobernador español Francisco García Carrasco, se vieron involucradas en el asesinato de la tripulación y posterior robo de la mercadería de la embarcación.
2. Aquí ocurrió la captura de Vicente Benavides, chileno traidor, que se convirtió en montonero, luchando contra los patriotas, después de haber sido perdonado por José de San Martín y haberle entregado un batallón a su mando.